# ツール・ド・フランス2016
ツール・ド・フランス 2016（仏: Tour de France 2016）は、ツール・ド・フランスの103回目のレース。ル・モン＝サン＝ミシェルからスタートし、途中スペイン、アンドラ 、スイスを経て、パリにゴールする3,529km（当初は3,535kmの予定であったが、第12ステージが強風のため6km短縮された）のコースで2016年7月2日から7月24日まで行なわれた。

## 概要
コースプレゼンテーションは2015年10月20日にパレ・デ・コングレ・ド・パリで行われた。アルプス山脈、ピレネー山脈のみならず中央山塊やジュラ山脈をも通過し、二つの個人タイムトライアルのうち一つは山岳タイムトライアルであることもあって、クライマー向きだと評された。

## 出場チーム

### UCIプロコンチネンタルチーム
- ボーラ・アルゴン18  ドイツ
- コフィディス  フランス
- ディレクト・エネルジー  フランス
- フォルテュネオ・ヴィタルコンセプト  フランス

## レース概要
第1ステージは「西洋の驚異」と称されるル・モン＝サン＝ミシェルからスタート。華やかな空気とは反対に、途中で優勝候補の一角、アルベルト・コンタドールが中央分離帯に激突し落車。幸い骨折は免れたものの、この落車が
後のステージで影響することになる。ゴールスプリントではマーク・カヴェンディッシュが勝利し、初のマイヨ・ジョーヌを獲得。翌日は上りスプリントでペーター・サガンが優勝しマイヨ・ジョーヌを奪取。続く第3ステージではカヴェンディッシュが僅差でアンドレ・グライペルを抑え優勝。第4ステージではマルセル・キッテルがブリアン・コカールとの勝負を制して優勝。
中央山塊を舞台とした第5ステージではフレフ・ファン・アヴェルマートが圧倒的な独走勝利を掴み取り、遅れたサガンからマイヨ・ジョーヌも獲得。第6ステージはカヴェンディッシュが3勝目をあげ、第7ステージではスティーヴ・カミングスが見事なアタックを仕掛け独走勝利し、ここまででチーム・ディメンションデータは4勝をあげた。
大会最初の本格山岳ステージとなった第8ステージ。逃げる3名は2014年に新人賞と総合3位を獲得したティボー・ピノと、同じく2014年に山岳賞を獲得したラファウ・マイカ、世界選手権個人タイムトライアルで過去3連覇を果たしたトニー・マルティン。逃げは3つめの山岳で吸収された。その後、ラストのペイルスルド峠の頂上付近でアタックを仕掛けた前年大会王者のクリス・フルームが見事なダウンヒルを見せて独走。ここで大本命にマイヨが移る。続く第9ステージではコンタドールが途中棄権。「コンタドールがツールを去って残念だ」とレース後に語ったフルームはアンドラ・アルカリスへの頂上フィニッシュでも危なげなく首位をキープ。ステージはトム・デュムランが優勝。
濃霧に包まれたアンヴァリラ峠を越える第10ステージではサガンがマイケル・マシューズ率いるオリカ・バイクエクスチェンジと単騎で対決。ルーク・ダーブリッジの猛烈な牽引、ダリル・インピーの4回にも及ぶアタックでサガンは消耗し、スプリントでマシューズが初のツールステージ優勝を飾った。翌日に行われた第11ステージでは、横風区間でサガンがチームメートのマツィエイ・ボドナルを引き連れアタック。これにマイヨのフルームとフルームのチームメートであるゲラント・トーマスが合流。全員のタイムトライアル能力の高さが後続集団の追走力を上回り逃げ切りに成功、サガンがスプリントを制した。
「魔の山」モン・ヴァントゥへの頂上フィニッシュとなった第12ステージ。横風の影響でコースは6km短縮。結果的にこれが後に波乱を呼んだ。逃げ集団は登りで大半が脱落。そのなかで生き残ったトーマス・デ・ヘントがセルジュ・パウエルスらとのステージ争いを制し優勝。メイン集団からはフルームがアタック。すぐに反応しついてこれたのはリッチー・ポートとナイロ・キンタナのみ。しかしフルームはキンタナがついてきたことを見るやいなや、再びアタック。これでキンタナが千切れてしまう。代わってバウケ・モレマが追走し合流。この3人がそのまま逃げ切るかと思ったところで今大会最大のアクシデントが。興奮した観客を避けきれないと判断したカメラバイクが停止。すぐ後ろを走っていた3人はなす術もなく激突し落車する。モレマはすぐにレースに復帰し、唯一後続から逃げ切ったが、ポートはメカトラブルが発生。フルームは後続のバイクに自転車を踏まれて壊されてしまいパニックに陥り、ランニングして少しでも距離を稼ごうとした。すぐにMAVICカーが追いつき自転車を差し出すも、ピンディングペダルとクリートが合わずフルームは自転車を降りる。直後に漸くチームカーが追いつき予備の自転車に乗って走り出すも、既にキンタナたちは先を行っており、フルームはマイヨ・ジョーヌ喪失の危機に立たされる。その上、走ったことが大会ルールに違反しているとして失格の可能性も出た。しかし、チームの猛抗議により救済措置が発動。この結果ポートとフルームはモレマと同タイムでフィニッシュしたことになり、逆にライバルたちからリードを奪った。
個人タイムトライアルの第13ステージではデュムランが2勝目をあける。フルームは昨日ゴタゴタがあったもののステージ2位の好走を披露し更にリードを拡大。モレマも好タイムを叩き出し総合2位に浮上した。続く第14ステージのゴールスプリントではカヴェンディッシュが4勝目と完全復活を示した。
ジュラ山脈を走る第15ステージ。コースには平坦路がほとんどないという過酷なコースレイアウトに。逃げに乗ったマイカがデ・ヘントから山岳賞首位を奪取。レース終盤には逃げがマイカとハルリンソン・パンタノの2名にまで絞られ、スプリントでパンタノが勝利。総合ではティジェイ・ヴァン・ガーデレンが遅れる。翌第16ステージはベルンへのゴール。地元のスター、ファビアン・カンチェラーラはステージ優勝は叶わなかったものの、「主催者に感謝したい」と述べた。ステージ優勝はアレクサンダー・クリストフを差し切ったサガンが3勝目を獲得。
フィノー・エモッソンへの頂上フィニッシュとなった第17ステージ。ジロ・デ・イタリアを無念の落車リタイアで終えたイルヌール・ザカリンがパンタノとマイカを破り優勝。総合上位陣はポートのアタックにより集団が破壊され、キンタナはこのステージでまたも遅れてしまう。フルームは唯一ポートに追いつき再びリードを拡大した。続く第18ステージの山岳タイムトライアルではフルームがデュムランに21秒差をつけ圧勝。この時点で総合2位のモレマに対し4分もの差をつける。
波乱が起きた第19ステージ。レース途中の下りでフルームが落車。幸いすぐにレースに復帰したがこの影響でレース最終盤で遅れる。下りで抜け出した総合5位ロマン・バルデが今大会待ちに待ったフランス人初勝利。大きく遅れたモレマに代わり総合2位へジャンプアップ。翌第20ステージではファビオ・アルがハンガーノックにかかり大きく後退。総合は特に変化はなく、このステージで事実上フルームの2連覇が確定。ステージは雨の超級山岳ジュ・プラヌ峠のダウンヒルを攻めたヨン・イサギレが優勝した。
最終第21ステージはグライペルが漸く勝利。フルームが2連覇3回目の総合優勝を果たした。

## 大会日程
| ステージ | 開催日 | コース                                                            | 距離(km) | 種類 | 種類                     | 区間勝者                       |
| -------- | ------ | ----------------------------------------------------------------- | -------- | ---- | ------------------------ | ------------------------------ |
| 1        | 7/2    | ル・モン＝サン＝ミシェル – ユタ・ビーチ, サン＝マリー＝デュ＝モン | 188      |      | 平坦ステージ             | マーク・カヴェンディッシュ     |
| 2        | 7/3    | サン＝ロー – シェルブール＝アン＝コタンタン                       | 182      |      | 丘陵ステージ             | ペーター・サガン               |
| 3        | 7/4    | グランヴィル – アンジェ                                           | 222      |      | 平坦ステージ             | マーク・カヴェンディッシュ     |
| 4        | 7/5    | ソミュール – リモージュ                                           | 232      |      | 平坦ステージ             | マルセル・キッテル             |
| 5        | 7/6    | リモージュ – ル・リオラン                                         | 216      |      | 中級山岳ステージ         | フレフ・ファン・アヴェルマート |
| 6        | 7/7    | アルパジョン＝シュル＝セール – モントーバン                       | 187      |      | 平坦ステージ             | マーク・カヴェンディッシュ     |
| 7        | 7/8    | リル＝ジュルダン – ラック・ド・ペヨル                             | 162      |      | 中級山岳ステージ         | スティーヴ・カミングス         |
| 8        | 7/9    | ポー – バニェール・ド・リュション                                 | 183      |      | 山岳ステージ             | クリス・フルーム               |
| 9        | 7/10   | ビエーリャ・エ・ミジャーラン アラン谷 – アンドラ・アルカリス      | 184      |      | 山岳ステージ             | トム・デュムラン               |
|          | 7/11   | アンドラ                                                          | アンドラ |      | 休息日                   | 休息日                         |
| 10       | 7/12   | エスカルデス・エンゴルダニ – ルベル                               | 198      |      | 中級山岳ステージ         | マイケル・マシューズ           |
| 11       | 7/13   | カルカソンヌ – モンペリエ                                         | 164      |      | 平坦ステージ             | ペーター・サガン               |
| 12       | 7/14   | モンペリエ – モン・ヴァントゥ                                     | 184178   |      | 山岳ステージ             | トーマス・デ・ヘント           |
| 13       | 7/15   | ブール＝サン＝タンデオル – ヴァロン＝ポン＝ダルク                 | 37       |      | 個人タイムトライアル     | トム・デュムラン               |
| 14       | 7/16   | モンテリマール – ヴィラール＝レ＝ドンブ                           | 208      |      | 平坦ステージ             | マーク・カヴェンディッシュ     |
| 15       | 7/17   | ブール＝カン＝ブレス – キュロズ                                   | 159      |      | 山岳ステージ             | ハルリンソン・パンタノ         |
| 16       | 7/18   | モワラン＝アン＝モンターニュ – ベルン                             | 206      |      | 平坦ステージ             | ペーター・サガン               |
|          | 7/19   | ベルン                                                            | ベルン   |      | 休息日                   | 休息日                         |
| 17       | 7/20   | ベルン – フィノー エモソン                                        | 184      |      | 山岳ステージ             | イルヌール・ザカリン           |
| 18       | 7/21   | サランシュ – ムジェーヴ                                           | 17       |      | 個人山岳タイムトライアル | クリス・フルーム               |
| 19       | 7/22   | アルベールヴィル – サン＝ジェルヴェモンブラン                     | 146      |      | 山岳ステージ             | ロマン・バルデ                 |
| 20       | 7/23   | ムジェーヴ – モルジヌ                                             | 146      |      | 山岳ステージ             | ヨン・イサギレ                 |
| 21       | 7/24   | シャンティイ – パリ・シャンゼリゼ                                 | 113      |      | 平坦ステージ             | アンドレ・グライペル           |

## 各賞の変遷
| 区間     | 勝者                           | 総合成績                       | ポイント賞                 | 山岳賞                 | 新人賞                     | チーム総合賞                 | 敢闘賞                                        |
| -------- | ------------------------------ | ------------------------------ | -------------------------- | ---------------------- | -------------------------- | ---------------------------- | --------------------------------------------- |
| 1        | マーク・カヴェンディッシュ     | マーク・カヴェンディッシュ     | マーク・カヴェンディッシュ | パウル・フォス         | エドワード・トゥーンス     | ロット・ソウダル             | アントニー・ドゥラプラス                      |
| 2        | ペーター・サガン               | ペーター・サガン               | ペーター・サガン           | ヤスパー・スタイヴェン | ジュリアン・アラフィリップ | オリカ・バイクエクスチェンジ | ヤスパー・スタイヴェン                        |
| 3        | マーク・カヴェンディッシュ     | ペーター・サガン               | マーク・カヴェンディッシュ | ヤスパー・スタイヴェン | ジュリアン・アラフィリップ | オリカ・バイクエクスチェンジ | トマ・ヴォクレール                            |
| 4        | マルセル・キッテル             | ペーター・サガン               | ペーター・サガン           | ヤスパー・スタイヴェン | ジュリアン・アラフィリップ | オリカ・バイクエクスチェンジ | オリヴァー・ナーセン                          |
| 5        | フレフ・ファン・アヴェルマート | フレフ・ファン・アヴェルマート | ペーター・サガン           | トーマス・デ・ヘント   | ジュリアン・アラフィリップ | BMC・レーシングチーム        | トーマス・デ・ヘント                          |
| 6        | マーク・カヴェンディッシュ     | フレフ・ファン・アヴェルマート | マーク・カヴェンディッシュ | トーマス・デ・ヘント   | ジュリアン・アラフィリップ | BMC・レーシングチーム        | 新城幸也                                      |
| 7        | スティーヴ・カミングス         | フレフ・ファン・アヴェルマート | マーク・カヴェンディッシュ | トーマス・デ・ヘント   | アダム・イェーツ           | BMC・レーシングチーム        | ヴィンチェンツォ・ニバリ                      |
| 8        | クリス・フルーム               | クリス・フルーム               | マーク・カヴェンディッシュ | ラファウ・マイカ       | アダム・イェーツ           | BMC・レーシングチーム        | ティボー・ピノ                                |
| 9        | トム・デュムラン               | クリス・フルーム               | マーク・カヴェンディッシュ | ティボー・ピノ         | アダム・イェーツ           | モビスター・チーム           | トム・デュムラン                              |
| 10       | マイケル・マシューズ           | クリス・フルーム               | ペーター・サガン           | ティボー・ピノ         | アダム・イェーツ           | BMC・レーシングチーム        | ペーター・サガン                              |
| 11       | ペーター・サガン               | クリス・フルーム               | ペーター・サガン           | ティボー・ピノ         | アダム・イェーツ           | BMC・レーシングチーム        | アルテュル・ヴィショ                          |
| 12       | トーマス・デ・ヘント           | クリス・フルーム               | ペーター・サガン           | トーマス・デ・ヘント   | アダム・イェーツ           | BMC・レーシングチーム        | トーマス・デ・ヘント                          |
| 13       | トム・デュムラン               | クリス・フルーム               | ペーター・サガン           | トーマス・デ・ヘント   | アダム・イェーツ           | BMC・レーシングチーム        | なし                                          |
| 14       | マーク・カヴェンディッシュ     | クリス・フルーム               | ペーター・サガン           | トーマス・デ・ヘント   | アダム・イェーツ           | BMC・レーシングチーム        | ジェレミ・ロワイ                              |
| 15       | ハルリンソン・パンタノ         | クリス・フルーム               | ペーター・サガン           | ラファウ・マイカ       | アダム・イェーツ           | モビスター・チーム           | ラファウ・マイカ                              |
| 16       | ペーター・サガン               | クリス・フルーム               | ペーター・サガン           | ラファウ・マイカ       | アダム・イェーツ           | モビスター・チーム           | ジュリアン・アラフィリップ トニー・マルティン |
| 17       | イルヌール・ザカリン           | クリス・フルーム               | ペーター・サガン           | ラファウ・マイカ       | アダム・イェーツ           | モビスター・チーム           | ハルリンソン・パンタノ                        |
| 18       | クリス・フルーム               | クリス・フルーム               | ペーター・サガン           | ラファウ・マイカ       | アダム・イェーツ           | モビスター・チーム           | なし                                          |
| 19       | ロマン・バルデ                 | クリス・フルーム               | ペーター・サガン           | ラファウ・マイカ       | アダム・イェーツ           | モビスター・チーム           | ルイ・コスタ                                  |
| 20       | ヨン・イサギレ                 | クリス・フルーム               | ペーター・サガン           | ラファウ・マイカ       | アダム・イェーツ           | モビスター・チーム           | ハルリンソン・パンタノ                        |
| 21       | アンドレ・グライペル           | クリス・フルーム               | ペーター・サガン           | ラファウ・マイカ       | アダム・イェーツ           | モビスター・チーム           | なし                                          |
| 最終成績 | 最終成績                       | クリス・フルーム               | ペーター・サガン           | ラファウ・マイカ       | アダム・イェーツ           | モビスター・チーム           | ペーター・サガン                              |

## 最終成績

### 個人総合成績
| 順位 | 選手名                               | 国籍             | チーム                         | タイム         |
| ---- | ------------------------------------ | ---------------- | ------------------------------ | -------------- |
| 1    | クリス・フルーム                     | イギリス         | チーム・スカイ                 | 89時間04分48秒 |
| 2    | ロマン・バルデ                       | フランス         | AG2R・ラ・モンディアル         | +04分05秒      |
| 3    | ナイロ・キンタナ                     | コロンビア       | モビスター・チーム             | +04分21秒      |
| 4    | アダム・イェーツ                     | イギリス         | オリカ・バイクエクスチェンジ   | +04分42秒      |
| 5    | リッチー・ポート                     | オーストラリア   | BMC・レーシング                | +05分17秒      |
| 6    | アレハンドロ・バルベルデ             | スペイン         | モビスター・チーム             | +06分16秒      |
| 7    | ホアキン・ロドリゲス                 | スペイン         | チーム・カチューシャ           | +06分58秒      |
| 8    | ルイス・メインチェス                 | 南アフリカ共和国 | ランプレ・メリダ               | +06分58秒      |
| 9    | ダニエル・マーティン                 | アイルランド     | エティックス・クイックステップ | +07分04秒      |
| 10   | ロマン・クロイツィゲル               | チェコ           | ティンコフ                     | +07分11秒      |
| 11   | バウケ・モレマ                       | オランダ         | トレック・セガフレード         | +13分13秒      |
| 12   | セルジオ・ルイス・エナオ・モントーヤ | コロンビア       | チーム・スカイ                 | +18分51秒      |
| 13   | ファビオ・アル                       | イタリア         | アスタナ・プロチーム           | +19分20秒      |
| 14   | セバスティアン・ライヒェンバッハ     | スイス           | FDJ                            | +24分59秒      |
| 15   | ゲラント・トーマス                   | イギリス         | チーム・スカイ                 | +28分31秒      |
| 16   | ピエール・ロラン                     | フランス         | キャノンデール・ドラパック     | +30分42秒      |
| 17   | ミケル・ニエベ                       | スペイン         | チーム・スカイ                 | +38分30秒      |
| 18   | ステフ・クレメント                   | オランダ         | IAMサイクリング                | +38分57秒      |
| 19   | ハルリンソン・パンタノ               | コロンビア       | IAMサイクリング                | +38分59秒      |
| 20   | アレクシー・ヴュイエルモーズ         | フランス         | AG2R・ラ・モンディアル         | +42分28秒      |
| 116  | 新城幸也                             | 日本             | ランプレ・メリダ               | +3時間57分6秒  |

### ポイント賞
| 順位 | 選手名                     | 国籍           | チーム                         | ポイント    |
| ---- | -------------------------- | -------------- | ------------------------------ | ----------- |
| 1    | ペーター・サガン           | スロバキア     | ティンコフ                     | 470ポイント |
| 2    | マルセル・キッテル         | ドイツ         | エティックス・クイックステップ | 228ポイント |
| 3    | マイケル・マシューズ       | オーストラリア | オリカ・バイクエクスチェンジ   | 199ポイント |
| 4    | アンドレ・グライペル       | ドイツ         | ロット・ソウダル               | 178ポイント |
| 5    | アレクサンダー・クリストフ | ノルウェー     | チーム・カチューシャ           | 172ポイント |

### 山岳賞
| 順位 | 選手名                 | 国籍       | チーム               | ポイント    |
| ---- | ---------------------- | ---------- | -------------------- | ----------- |
| 1    | ラファウ・マイカ       | ポーランド | ティンコフ           | 209ポイント |
| 2    | トーマス・デ・ヘント   | ベルギー   | ロット・ソウダル     | 130ポイント |
| 3    | ハルリンソン・パンタノ | コロンビア | IAMサイクリング      | 121ポイント |
| 4    | イルヌール・ザカリン   | ロシア     | チーム・カチューシャ | 84ポイント  |
| 5    | ルイ・コスタ           | ポルトガル | ランプレ・メリダ     | 76ポイント  |

### 新人賞
| 順位 | 選手名                 | 国籍             | チーム                           | タイム         |
| ---- | ---------------------- | ---------------- | -------------------------------- | -------------- |
| 1    | アダム・イェーツ       | イギリス         | オリカ・バイクエクスチェンジ     | 89時間9分30秒  |
| 2    | ルイス・メインチェス   | 南アフリカ共和国 | ランプレ・メリダ                 | +2分16秒       |
| 3    | エマヌエル・ブッフマン | ドイツ           | ボーラ・アルゴン18               | +42分58秒      |
| 4    | ワレン・バルギル       | フランス         | チーム・ジャイアント・アルペシン | +47分32秒      |
| 5    | ウィルコ・ケルデルマン | オランダ         | チーム・ロットNL・ユンボ         | +1時間16分58秒 |

### チーム総合成績
| 順位 | チーム名               | 登録国         | タイム          |
| ---- | ---------------------- | -------------- | --------------- |
| 1    | モビスター・チーム     | スペイン       | 267時間20分45秒 |
| 2    | チーム・スカイ         | イギリス       | +8分14秒        |
| 3    | BMC・レーシング        | アメリカ合衆国 | +48分11秒       |
| 4    | AG2R・ラ・モンディアル | フランス       | +56分50秒       |
| 5    | アスタナ・プロチーム   | カザフスタン   | +1時間16分58秒  |

### 総合敢闘賞
ペーター・サガン  (ティンコフ)